# 三井住友海上女子柔道部

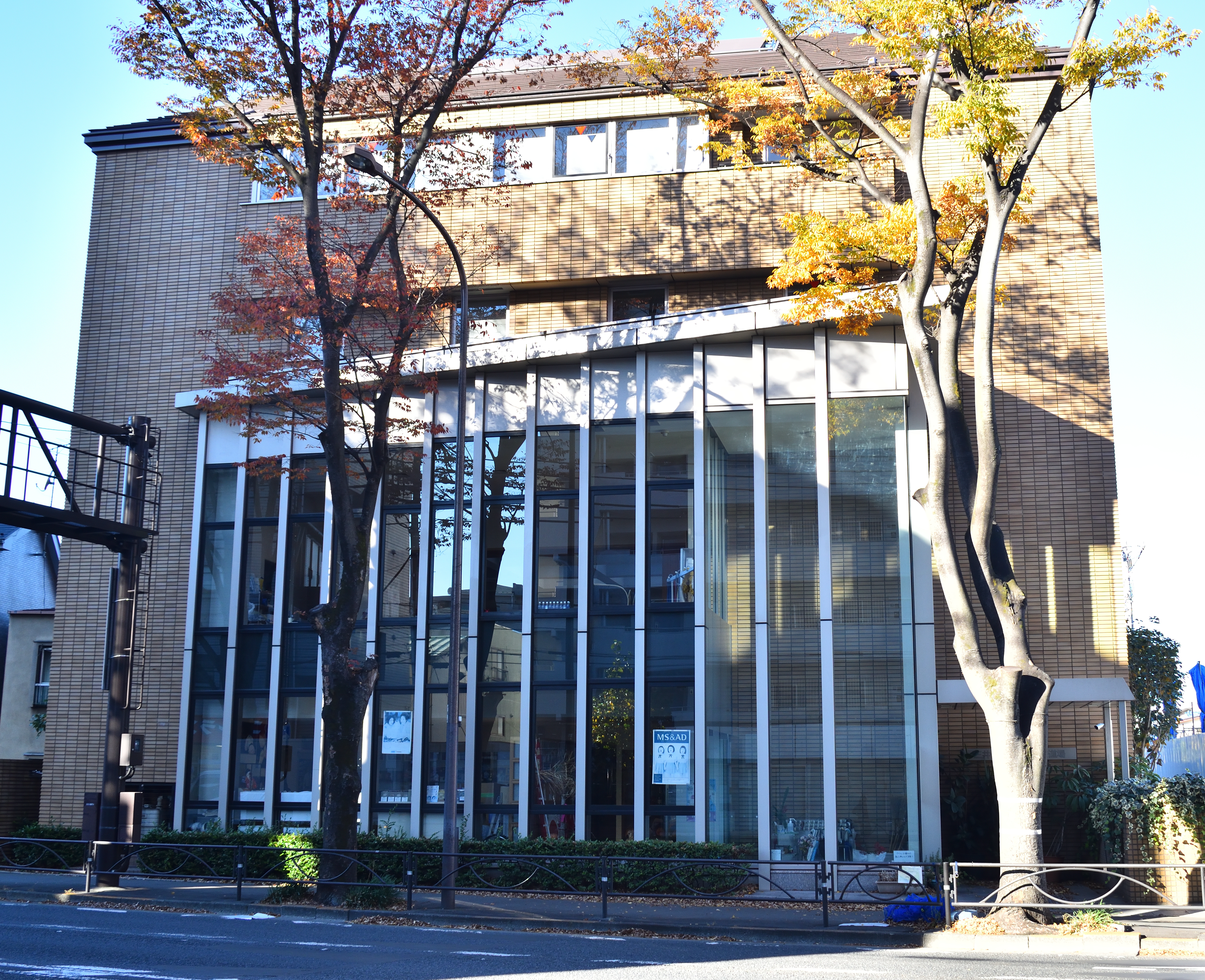
本拠地の世田谷道場（東京都世田谷区北烏山）

三井住友海上女子柔道部（みついすみともかいじょうじょしじゅうどうぶ）は、全日本実業柔道連盟に所属する三井住友海上火災保険株式会社の女子柔道実業団チーム。

## 沿革
1989年に体重別選手権の会場がそれまでの講道館から代々木第一体育館に移った際に、この当時の全日本女子代表チームの監督だった柳澤久が、広告収入を賄うためのスポンサー探しで住友海上火災保険と交渉に入った。それがきっかけで住友海上女子柔道部の創設まで話が進み、柳澤が監督を兼任することになった。柳澤が監督、持田典子がコーチ兼選手の体制で同年9月に創部した。翌1990年4月、新たに部員8名が入社して本格的に活動を開始した。
1996年アトランタオリンピックで恵本裕子がオリンピック正式競技になってから日本の女子選手として初めてとなる金メダルを獲得した。この時に会社側は女子柔道部を永続させることを決定したという。
1997年12月、現在の世田谷道場が完成した。
2001年、住友海上が三井海上と合併したために三井住友海上女子柔道部となった。
2002年に全日本実業柔道団体対抗大会1部で初優勝し、2018年までに8度の優勝を果たした。
2004年アテネオリンピックで上野雅恵（70kg級）が金メダルを、横澤由貴（52kg級）が銀メダルを獲得した。
2008年北京オリンピックで上野雅恵がオリンピック2連覇を達成し、中村美里（52kg級）が銅メダルを獲得した。
2012年ロンドンオリンピックで上野順恵（52kg級）が銅メダルを獲得し、姉の上野雅恵に次ぐメダル獲得で女子柔道界初の姉妹メダリストになった。
2016年リオデジャネイロオリンピックで近藤亜美（48kg級）と中村美里が、それぞれ銅メダルを獲得した。
2018年10月に創部30周年式典が開かれた。この際に世界選手権で2連覇を達成した主将の新井千鶴は、「先輩方が築いた歴史、超えたいとの思いで頑張れる」とコメントした。
2020年12月、創部以来監督を務め続けてきた柳澤が退任して、上野雅恵が新監督に就任した。
2021年開催の2020年東京オリンピックで新井千鶴（70kg級）が金メダルを獲得した。
2022年5月に3年ぶりに開催された実業団体で、上野が監督になって初優勝を果たした。
2024年パリオリンピックで舟久保遥香（57kg級）が銅メダルを獲得した。なお、舟久保は三井住友海上に引き続き所属しながらも、2025年以降はフランスに拠点を構えることになった。
2025年4月からは舟久保を中学高校時代に指導した矢嵜雄大が監督に就任した。

## 特色

### 選手育成計画
かつては、最初期の2名を除けば部員は全て高卒であった。チャンピオン育成のため徹底的な体力作りから始まる綿密な6年計画の下では、大学を出てからでは遅すぎることや、高卒の段階で本気で世界を目指す覚悟を要求するためだからという。6年計画の内訳は最初の2年で「基礎体力の強化」、次の2年で「世界で一本を取れる技、技術のマスター」、続く2年で「国際舞台で力を発揮できる精神力」となる。その後、武田優香（2024年入社）や溝口葵・中島幸穂（2025年入社）など、大卒の選手も採用するように方針が変わった。

### トレーニング
試合に勝った者だけが休みを与えられて、負けた者はひたすら稽古に取り組む。部員の努力を目に見える形にするために、すでに部の創立当初からIJFが2009年になって本格的に導入した世界ランキングに相当するような独自のランキングを作成して部員の評価に当たっていた。また、「いくら練習しても実戦につながらなければ意味がない」との信条により、道場には「どすこいバー」「ひねりん棒」「内股くん」「スクワッショイ」など、柔道で使う筋肉を鍛えるための「金取れマシン」と呼ばれる特許も有する独自に開発された筋力トレーニング用のマシンがいくつも設置されている。2002年にフランス選手とのパワー差を具体的な数値で見せ付けられたことにより、パワーに裏付けされた技でなければ勝てないと思い至り、電気通信大学の教授も務めていた柳沢が知能機械工学科の学生らとともに「プロジェクトY」を立ち上げたのがそのきっかけだった。2012年のロンドンオリンピックあたりまでは「引く」「押す」マシンが中心だったものの、その後はより柔道の動きに近い「刈る」「組む」に進化させた刈り専用マシンの「幹ちゃん」や組み手専用の「お絞りくん」も製作された。

### 文武両道
人間の基本は「読み、書き、そろばん」であり、柔道ができるだけでは社会で通用しないとの柳沢の考えから、部員に徹底的な教育も施す。そのため、女子柔道部は別名「三井住友大学」とも呼ばれる。週に一度は一般教養の試験が実施されて、満点を取るまで何度も追試が行われる。また、国際大会におけるドーピング検査の際に英語が話せないと困るとの理由から、部員に英会話の授業を受けさせている。加えて講師を招いてパソコンや金融に関する教養講座も定期的に開かれる。さらに部員には、試合前に対戦が予想される相手を徹底的に分析したレポートや、試合後の反省点など多数の報告書を提出させるが、字が汚いと書き直させる。
各部員は、これらの内部教育で身に着けた素養の下に、午前中はオフィスで勤務を、午後に世田谷道場で稽古を行い、会社員と選手生活を両立している。

### 社会への貢献と交流

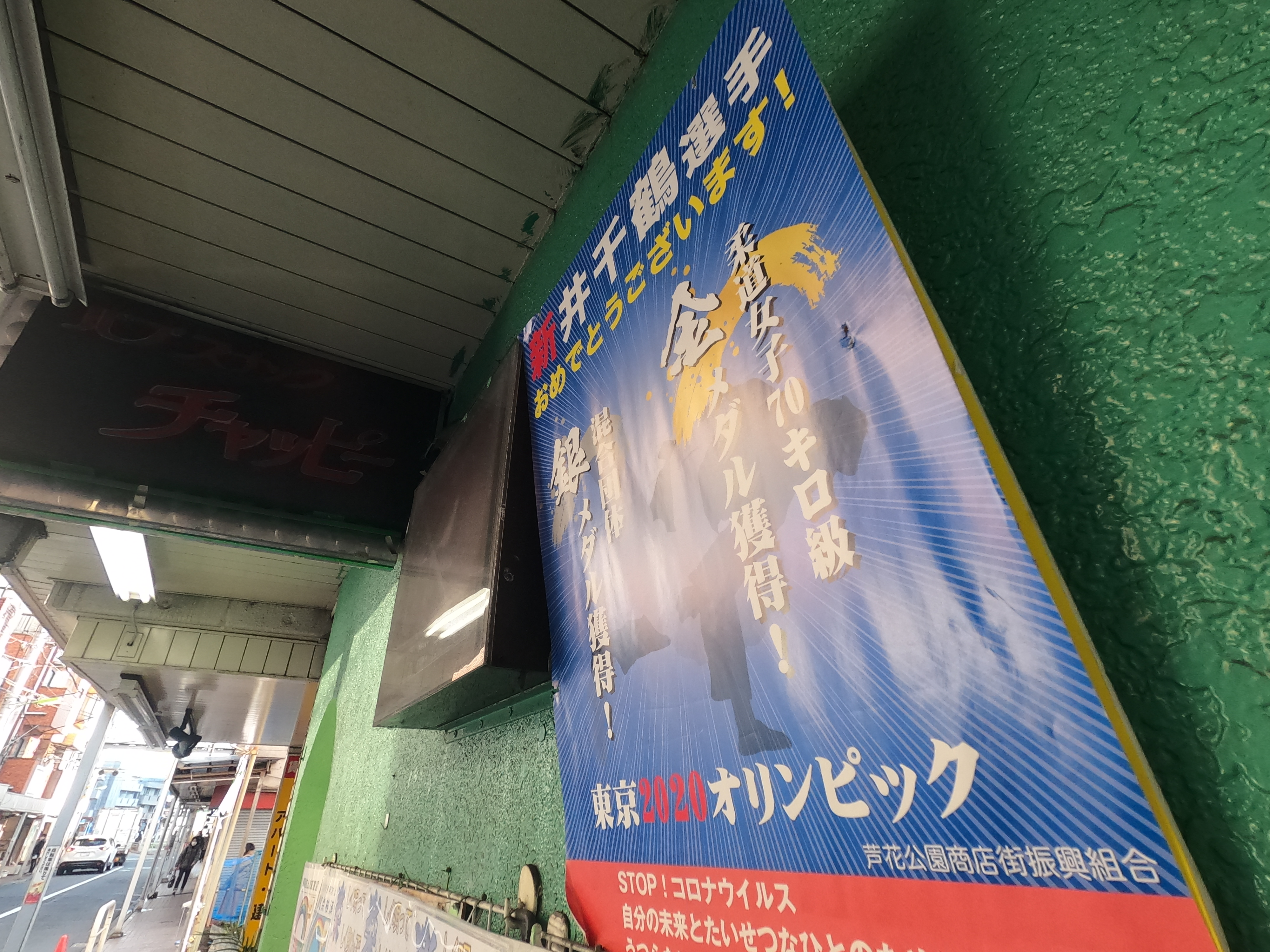
世田谷道場に最寄りの芦花公園商店街（2022年2月）

柔道普及や地域との交流を目的として、小学生相手の少年少女柔道教室を週3日設けている。加えて、4700名の会員を擁する「ガッテンダーズ」と呼ばれる後援会が、大会になると応援に駆けつける。

## 実業団体での成績
| 年     | 順位                           | 順位 |
| ------ | ------------------------------ | ---- |
| 1990年 | 2位(住友海上A)、3位(住友海上C) |      |
| 1991年 | 2位(住友海上B)                 |      |
| 1992年 | 2位(住友海上)                  |      |
| 1993年 | 3位(住友海上A)                 |      |
| 1994年 | -                              |      |
| 1995年 | 2位(住友海上A)                 |      |
| 1996年 | 3位                            |      |
| 1997年 | 3位                            |      |
| 1998年 | 3位                            |      |
| 1999年 | -                              |      |
| 2000年 | 3位                            |      |
| 2001年 | 2位                            |      |
| 2002年 | 優勝                           |      |
| 2003年 | 優勝                           |      |
| 2004年 | 3位                            |      |
| 2005年 | 優勝                           |      |
| 2006年 | 優勝                           |      |
| 2007年 | 2位                            |      |
| 2008年 | 2位                            |      |
| 2009年 | 2位                            |      |
| 2010年 | 3位                            |      |
| 2011年 | 3位                            |      |
| 2012年 | 3位                            |      |
| 2013年 | 優勝                           |      |
| 2014年 | 2位                            |      |
| 2015年 | 優勝                           |      |
| 2016年 | 優勝                           |      |
| 2017年 | -                              |      |
| 2018年 | 優勝                           |      |
| 2019年 | 2位                            |      |
| 2022年 | 優勝                           |      |
| 2023年 | 2位                            |      |
| 2024年 | -                              |      |
| 2025年 | 3位                            |      |

- 今大会が始まった1990年から1995年までは複数のチームに分かれて参加していた。1996年からは大会に第1部と第2部の2部門が設けられると、上位カテゴリーである第1部に参加することとなった[4]。

## スタッフ
2025年度のスタッフ体制は以下の通り。
- 監督
  - 矢嵜雄大（2002年釜山アジア大会90kg級優勝）
- ヘッドコーチ
  - 手島奈美
- コーチ
  - 上野順恵（2012年ロンドンオリンピック63級3位、2009年世界選手権及び2010年世界選手権63kg級優勝）
  - 田川兼三
  - 前田千島
  - 山岸絵美
- 社外コーチ
  - 中村美里（2008年北京オリンピック及び2016年リオデジャネイロオリンピック52kg級3位、2009年世界選手権、2011年世界選手権及び2015年世界選手権52kg級優勝）
- アドバイザー
  - 新井千鶴（2020年東京オリンピック、2017年世界選手権、2018年世界選手権70kg級優勝、世界団体(2015年、2017年、2018年)優勝）
  - 真壁友枝（1998年バンコクアジア大会48kg級優勝）
- トレーナー
  - 柳澤健久

## 主な在籍選手
- 玉置桃（57kg級、2013年入社）
  - 2023年GSタシケント優勝、2025年GSバクー優勝
  - 2021年世界選手権2位、2024年世界選手権3位
  - 2014年世界ジュニア優勝
- 高山莉加（78kg級、2013年入社）
  - 2024年パリ五輪5位
  - 2024年アジア選手権優勝
  - 2018年GSエカテリンブルグ優勝、2024年GSタシケント優勝
- 舟久保遥香（57kg級、2017年入社）
  - 2024年パリ五輪銅メダル
  - 2022年GS東京優勝
  - 2022年世界選手権2位、2023年世界選手権2位
  - 2023年ワールドマスターズ・ブダペスト3位
  - 2015年世界ジュニア・2017年世界ジュニア・2018年世界ジュニア3連覇
- 藤城心（52kg級、2020年入社）
  - 2024年GS東京2位、2025年GSパリ2位
  - 2025年アジア選手権優勝、2024年アジア選手権2位

## 主な出身者
- 北田典子（1988年ソウルオリンピック(公開競技)及び1987年世界選手権61kg級3位）
- 宮崎未樹子（1996年レスリング世界選手権61kg級優勝、柔道からレスリングに転向）
- 常松ゆか（1993年福岡国際52kg級3位）
- 福場由里子（1994年広島アジア大会72kg級3位）
- 恵本裕子（1996年アトランタオリンピック61kg級金メダル）
- 国吉真子（1997年ワールドカップ団体戦3位、72kg超級）
- 上野雅恵（2004年アテネオリンピック及び2008年北京オリンピック70kg級金メダリスト、2001年世界選手権及び2003年世界選手権優勝）
- 茂木仙子（2002年ワールドカップ団体戦優勝、57kg級、舟久保の中学・高校時代のコーチ）
- 岩藤理恵（2004年福岡国際57kg級2位）
- 徳久瞳（2009年グランドスラム・東京57kg級優勝）
- 阿部香菜（世界団体(2012年、2013年)優勝、2013年世界選手権63kg級5位、海老沼匡と結婚した）
- 上野巴恵（2006年世界ジュニア70kg級優勝）
- 吉村静織（2013年世界ジュニア78kg級優勝）
- 稲森奈見（グランドスラム・東京(2014年、2015年)78kg超級優勝）
- 近藤亜美（2016年リオデジャネイロオリンピック48kg級3位、2014年世界選手権48kg級優勝）
- 柿澤史歩（2017年東アジア選手権70kg級優勝）
- 佐藤みずほ（2018年アジアオープン・台北63kg級優勝）
- 前田千島（2013年世界カデ52㎏級3位、2017年世界ジュニア52kg級2位）
- 鍋倉那美（2019年ワールドマスターズ63㎏級優勝、2015年世界ジュニア63kg級優勝）
- 梅津志悠（2016年全日本選手権3位、2017年世界ジュニア78kg級優勝）
- 坂上綾（2018年グランプリ・ハーグ48㎏級3位）
- 児玉ひかる（2018年世界ジュニア78kg超級優勝）
- 和田梨乃子（2018年世界ジュニア、2019年世界ジュニア78kg級2連覇）
- 桑形萌花（2023年世界団体優勝、2019年世界カデ70kg級2位）

## 施設
本拠地である三井住友海上世田谷道場は、空調完備の368平方メートル（176畳）の柔道場に加えてトレーニングルーム、宿泊施設などの設備を備えている。1997年完成。
所在地：東京都世田谷区北烏山1-4-1